# Émile Massiet du Biest
Pour les articles homonymes, voir Massiet.
Émile Massiet du Biest, né le 2 novembre 1823 à Hazebrouck (Nord) et mort le 16 août 1888 dans la même commune, est un homme politique français, député de 1876 à 1877 puis sénateur de 1879 à 1888.

## Biographie
Émile Louis Massiet du Biest est né dans une famille d'ancienne bourgeoisie originaire de Flandre française qui garde le nom de sa terre du Biest, issu d'Émile Massiet (1620-1672), bourgeois d'Hazebrouck, (Nord). *Michel Joseph Massiet (1677-1729), était intendant des princes de Rebecq, lieutenant général du bailliage d'Aire-sur-la-Lys
Émile Massiet du Biest, né à Hazebrouck le 2 novembre 1823 est le fils de Louis Joseph Massiet du Biest, propriétaire, né et domicilié à Hazebrouck, âgé de 27 ans et de Mélanie Lenoir, âgée de 26 ans, native d'Aire-sur-la-Lys.
Issu d'une vieille famille flamande, fils d'un juge de paix, il est lui-même juge de paix à Hazebrouck de 1855 à 1871.
Il épouse Stéphanie Clémence Aldegonde Pouvillon.
Il meurt des suites d'une longue maladie le 16 août 1888. Son décès est déclaré le jour même par ses deux fils : Alfred Louis Marie Massiet du Biest, âgé de 36 ans, chef de bataillon breveté au 146e régiment d'infanterie, chevalier de la Légion d'Honneur, en résidence à Toul, et Eugène Alexis Marie Massiet du Biest, 35 ans, capitaine breveté au 31e régiment d'artillerie en résidence à Toul. A la date de son décès Emile Louis est dit propriétaire.
Son enterrement a lieu le 21 août 1888, en présence de René Goblet, ministre des Affaires étrangères, cousin germain du défunt et de nombreuses personnalités dont Raymond Saisset-Schneider, Préfet du Nord, Léon Claeys,  Sénateur du Nord, Jean-Baptiste Trystram, Joseph Bosquillon de Frescheville, députés, des représentants de la ville d'Hazebrouck, le sous-préfet d'Hazebrouck, de plusieurs maires des villages proches, etc. De nombreux discours (aux noms du département, du Sénat, du conseil général, de la ville d'Hazebrouck) furent prononcés.
Trois enfants d'Emile Louis et de Clemence Pouvillion (ou Pouvillon) seront décorés de la Légion d'honneur:
- Alfred Louis Marie, général de brigade, commandeur[7].
- Eugène Alexis Marie, chef d'escadron d'artillerie, officier[8].
- Jean Alexis Marie, président de chambre à la Cour d'appel d'Amiens, chevalier[9].

## Carrière politique
Emile Massiet du Biest commence sa carrière politique en étant conseiller général du canton d'Hazebrouck-Sud de 1871 à 1876.
Il se présente ensuite aux élections législatives : candidat constitutionnel aux élections du 25 février 1876, il est élu, au second tour (5 mars), député de la 1re circonscription d'Hazebrouck, par 9,451 voix (9,978 votants, 14,629 inscrits). Il siège au centre gauche.
Député, il fait partie des 363 républicains (Manifeste des 363) qui refusent de voter la confiance au gouvernement conservateur De Broglie (Gouvernement Albert de Broglie (3)), épisode entré dans l'histoire sous le nom de Crise du 16 mai 1877.
Son état de santé ne lui permet pas de se représenter aux élections du 14 octobre 1877 consécutives à la dissolution de la chambre des députés par le Président de la république Mac-Mahon. Le baron de Lagrange lui succède dans la circonscription.  
En revanche, il devient maire d'Hazebrouck en 1878 et occupe cette fonction jusqu'en 1884.
Et en 1879, il rentre au Parlement, élu sénateur du Nord, le 5 janvier, par 423 voix (798 votants). Il prend place au centre gauche du Sénat, soutint la politique des ministères républicains, et vote en 1886 pour l'expulsion des princes (Loi instaurant l'exil des membres des familles ayant régné en France). Il ne se représente pas à la fin de son mandat.

## Sources
- « Émile Massiet du Biest », dans Adolphe Robert et Gaston Cougny, Dictionnaire des parlementaires français, Edgar Bourloton, 1889-1891 [détail de l’édition]